# David Ainu'u
Pas d'image ? Cliquez ici

a Compétitions nationales et continentales officielles uniquement.

b Matchs officiels uniquement.
Dernière mise à jour le 3 janvier 2025.
David Ainu'u, né le 20 novembre 1999 dans les Samoa américaines, est un joueur américain de rugby à XV qui évolue au poste de pilier au Stade toulousain.
Il remporte, avec le Stade toulousain, le Championnat de France en 2019, 2021, 2023, 2024 et 2025 et la Coupe d'Europe en 2021.

## Biographie

### Jeunesse et formation
David Ainu'u est originaire des Samoa américaines. Il commence sa carrière sportive par le football américain avant de commencer le rugby à XV. Il découvre et commence le rugby à l'âge de 13 ans après que sa mère l'ait forcé à être porteur d'eau pour les matchs de rugby de son grand frère. Il est finalement tombé amoureux de ce sport et s'est décidé à y jouer lui aussi. Il joue dans un premier temps pour son lycée de Prairie High School, à Vancouver, dans l'État de Washington, puis joue pour Liberty High School. Il joue ensuite pour les Washington Loggers quand il avait 14 ans. Il s'entraînait déjà avec l'équipe senior des États-Unis alors qu'il jouait seulement pour son lycée et n'avait pas encore 18 ans. Enfin, jusqu'en décembre 2017, il jouait avec les Seattle Saracens,. 
Il signe ensuite un contrat avec Seawolves de Seattle afin de participer à la saison inaugurale de Major League Rugby, en 2018,. Il est cependant repéré par le Stade toulousain et Émile Ntamack, manager général de la formation du club, à la suite d'une série de matchs à Marcoussis avec les jeunes Américains. Il résilie alors son contrat avec les Seawolves de Seattle et arrive sur les bords de la Garonne en décembre 2017 pour jouer avec les espoirs. En septembre 2018, il  signe un contrat espoir pour intégrer le centre de formation du Stade toulousain jusqu'en 2021, après plusieurs mois d'essai convaincants,.

### Débuts professionnels au Stade toulousain (depuis 2018)

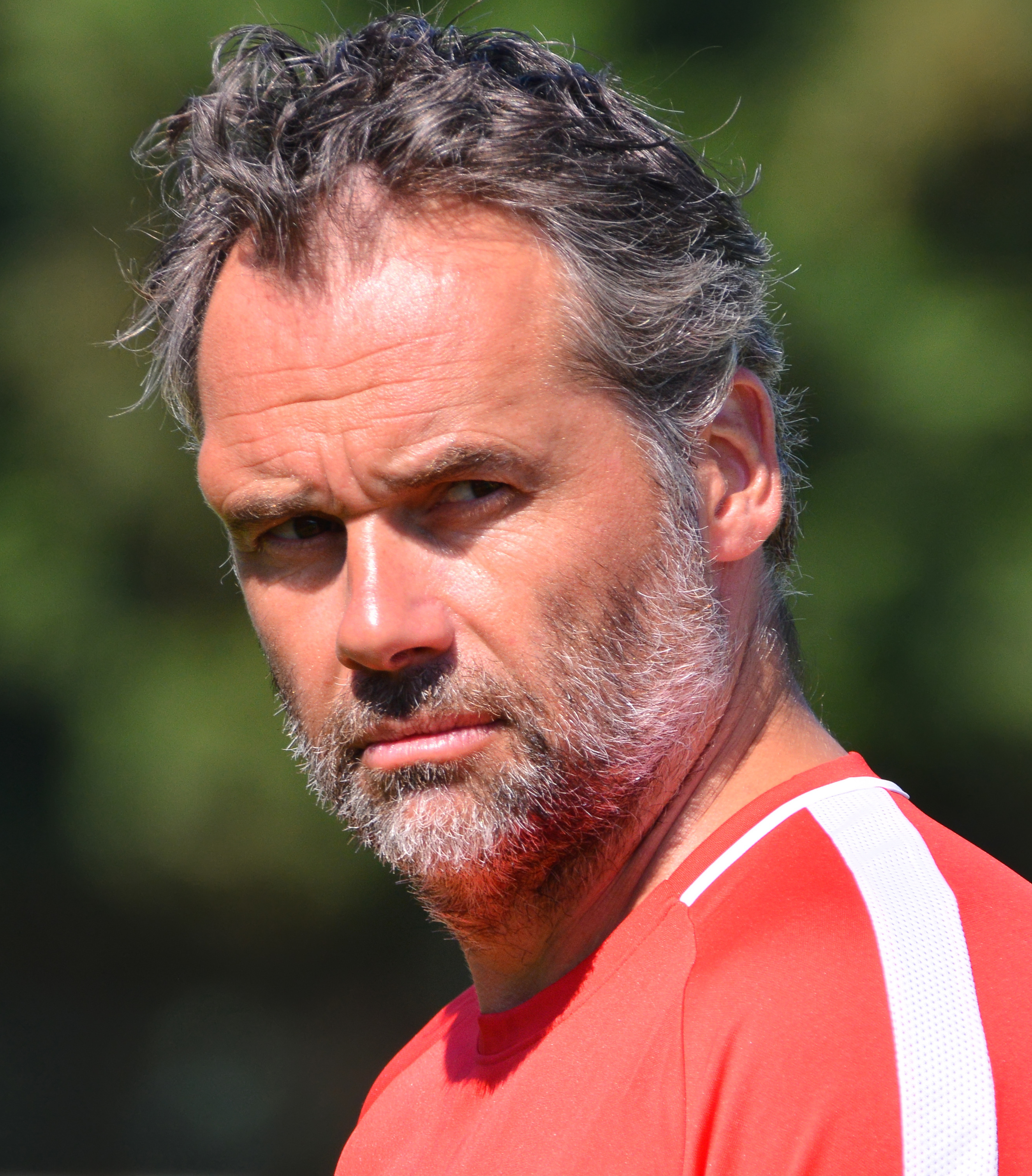
Ugo Mola, ici en 2018, est l'entraîneur de David Ainu'u depuis ses débuts professionnels en 2018.

Le 23 septembre 2018, David Ainu'u joue son premier match avec l'équipe professionnelle du Stade toulousain contre le Montpellier Hérault rugby au GGL Stadium,. Il entre en jeu en début de seconde période et remplace Clément Castets. Pour sa première saison professionnelle, en 2018-2019, il dispute cinq matchs avec le Stade toulousain et est sacré champion de France à la fin de la saison, bien qu'il ne participe pas à la finale. La saison suivante, il n'entre pas dans la rotation, barré par la concurrence au poste de pilier gauche par Cyril Baille, Clément Castets et Rodrigue Néti et ne joue qu'un seul match de la saison.
Lors de la saison 2020-2021, il progresse beaucoup et profite des blessures en première ligne pour gagner du temps de jeu, que ce soit au poste de pilier gauche ou droit. Il dispute au total seize matchs : quatorze en championnat et deux en coupe d'Europe, malgré la forte concurrence au poste de pilier (Faumuina, Aldegheri, Tafili à droite, Baille, Castets, Neti à gauche). Cette saison, il est champion de France avec les espoirs, champion de France avec les séniors et champion d'Europe. Il ne joue pas la finale de Top 14 mais joue la finale de Coupe d'Europe remportée face au Stade rochelais, durant laquelle il entre en jeu à la place de Charlie Faumuina.
Pour la saison 2021-2022, David Ainu'u continue d'obtenir du temps de jeu et fait partie de la rotation dans la première ligne toulousaine, notamment grâce à sa polyvalence lui permettant d'évoluer pilier droit ou gauche. Il joue vingt matchs toutes compétitions confondues, pour trois titularisations.
Il rate le début de saison 2022-2023 à cause d'une blessure aux adducteurs, mais revient lors de la quatrième journée, face au Racing 92.
Le 28 juin 2024, il est remplaçant en finale du Top 14, organisée exceptionnellement au Stade Vélodrome de Marseille, contre l'Union Bordeaux Bègles. Il entre en jeu à la 54e minute à la place de Rodrigue Neti. Les Toulousains l'emportent 59 à 3, plus large score de l'histoire en finale du championnat de France.

### Carrière internationale
David Ainu'u a joué avec les sélections américaines des moins de 17 ans, 18 ans et 19 ans, puis pour l'équipe des États-Unis des moins de 20 ans,,.
Il connait sa première cape internationale le 10 novembre 2018 face aux Samoa et sa première titularisation le 2 mars 2019 face à l'Uruguay, à Seattle. Durant l'été 2019, il participe à la Pacific Nations Cup 2019 puis à la Coupe du monde au Japon, à seulement 19 ans, durant laquelle il ne jouera qu'un seul match, contre l'Angleterre. Touché à le cheville durant ce match, il est contraint de déclarer forfait pour le reste de la compétition,.
En 2021, il participe à deux tests internationaux contre l'Irlande et l'Angleterre. Il est titulaire lors des deux matchs. Il joue ensuite quatre matchs de qualification à la Coupe du monde 2023, deux face au Canada et deux face à l'Uruguay,.
En 2022, il participe à un match face aux Barbarians français, durant lequel il marque le premier essai de sa carrière et permet aux Américains de s'imposer (26 à 21),. Les deux semaines suivantes, il affronte le Chili dans le cadre d'un barrage permettant d'accéder à la prochaine Coupe du monde. David Ainu'u est titulaire lors des matchs aller et retour mais les Américains perdent cette double confrontation.

## Vie privée
David Ainu'u est le cousin du talonneur international américain Joe Taufete'e.

## Statistiques

### En club
| Saison                 | Club                   | Championnat | Championnat | Championnat | Coupe d'Europe | Coupe d'Europe | Coupe d'Europe |
| Saison                 | Club                   | Compétition | M           | Ess.        | Compétition    | M              | Ess.           |
| ---------------------- | ---------------------- | ----------- | ----------- | ----------- | -------------- | -------------- | -------------- |
| 2018-2019              | Stade toulousain       | Top14       | 5           | -           | Coupe d'Europe | 1              | -              |
| 2019-2020              | Stade toulousain       | Top 14      | 1           | -           | Coupe d'Europe | -              | -              |
| 2020-2021              | Stade toulousain       | Top 14      | 14          | -           | Coupe d'Europe | 2              | -              |
| 2021-2022              | Stade toulousain       | Top 14      | 17          | -           | Coupe d'Europe | 3              | -              |
| 2022-2023              | Stade toulousain       | Top 14      | 18          | -           | Champions Cup  | 4              | -              |
| 2023-2024              | Stade toulousain       | Top 14      | 20          | 2           | Champions Cup  | 4              | -              |
| 2024-2025              | Stade toulousain       | Top 14      | 11          | 1           | Champions Cup  | 2              |                |
| Total Stade toulousain | Total Stade toulousain | Top 14      | 86          | 3           | Coupe d'Europe | 16             | 0              |

### Internationales
Au 17 octobre 2022, David Ainu'u compte 18 sélections en équipe des États-Unis, pour un essai inscrit. Il a pris part à une édition du de la Coupe du monde, en 2019.
| Année | Compétition                    | Matchs | Points |
| ----- | ------------------------------ | ------ | ------ |
| 2018  | Test matchs                    | 2      | -      |
| 2019  | Americas Rugby Championship    | 3      | -      |
| 2019  | Coupe des nations du Pacifique | 3      | -      |
| 2019  | Coupe du monde                 | 1      | -      |
| 2021  | Test matchs                    | 6      | -      |
| 2022  | Test matchs                    | 3      | 5      |
| Total | Total                          | 18     | 5      |

| Numéro | Date           | Lieu                   | Adversaire          | Compétition | Résultat | Score |
| ------ | -------------- | ---------------------- | ------------------- | ----------- | -------- | ----- |
| 1      | 2 juillet 2022 | Aveva Stadium, Houston | Barbarians français | Test match  | Victoire | 26-21 |

## Palmarès
- Stade toulousain
  - Vainqueur du Championnat de France espoirs en 2021[31]
  - Vainqueur du Championnat de France en 2019[N 1], 2021[N 1], 2023[N 1] , 2024 et 2025[N 1]
  - Vainqueur de la Coupe d'Europe en 2021